# Simon Sabela
Simon Mabunu Sabela né le 10 mars 1931 à Durban et mort le 1er janvier 1994, est un acteur et le premier réalisateur noir d'Afrique du Sud

## Biographie
Lorsqu'il est né sa mère Amy Sabela née  Mcanyana était âgée de trente et un ans. Il avait des frères et des sœurs mais on ne sait pas encore s'il était l'aîné ou le cadet de la fratrie. On sait aussi qu'il a été marié et le père d'un enfant. 
Il a réalisé Ikati Elimnyama, u'Deliwe, Inkedama, Ngwanaka, The Boxer, Inyakanyaka, Ngaka et Isivulelwano pour Heyns Films qui produisait des films pour le public noir alors qu'il ignorait, sans doute, que ce studio recevait un financement gouvernemental du ministère de l'information pour faire des œuvres reflétant et approuvant l'apartheid
Le film U'Deliwe qu'il dirigea en 1975 fut projeté en 1996 au Festival des trois continents à Nantes
En son honneur ont été créés les prix Simon Mabhunu Sabela du cinéma et de la télévision (en),. 

## Filmographie

### Acteur pour le cinéma
- 1963 : Death Drums Along the River dirigé par Lawrence Huntington : Bosambo
- 1964 : Seven Against the Sun dirigé par David Millin : membre d'une tribu
- 1964 : Zoulou (Zulu) dirigé par Cy Endfield : le chef des danseurs
- 1965 : Tokoloshe dirigé par Peter Prowse
- 1965 : Diamond Walkers dirigé par Paul Martin : Lobata (Ngela)
- 1966 : Der Rivonia-Prozess dirigé par Jürgen Goslar : Nelson Mandela
- 1968 : Caccia ai violenti dirigé par Nino Scolaro ou Giovanni Scolaro et Sandy Howard
- 1969 : Katrina dirigé par Jans Rautenbach : Rev. Makele
- 1969 : Strangers at Sunrise dirigé par Percival Rubens : Oubool
- 1969 : Knock-Out dirigé par Viriato Barreto
- 1970 : Satan's Harvest dirigé par George Montgomery : contremaître
- 1971 : Pressure Burst dirigé par George Canes : Mabalang
- 1972 : Rogue Lion dirigé par Sven Persson : sorcier
- 1973 : Met Moed, Durf en Bloed dirigé par David Millin : Price's helper
- 1973 : Die Voortrekkers dirigé par David Millin
- 1974 : Gold dirigé par Peter Hunt : Jim Nkulu dit King
- 1975 : U'Deliwe dirigé par lui-même
- 1975 : Les Orphelins du bon Dieu, (e'Lollipop), dirigé par Ashley Lazarus : Rakwala le sorcier
- 1975 : Ikati Elimnyama : Lefty Ndaba
- 1976 : Parole d'homme, (Shout at the devil), dirigé par Peter Hunt : Ier chef de village
- 1977 : Inyakanyaka dirigé par lui-même
- 1977 : Un risque à courir, (Target of an Assassin), dirigé par Peter Collinson : le président Lunda. Autres titres : Tigers Don't Cry, La Mort d'un salopard
- 1979 : L'Ultime Attaque (Zulu Dawn) dirigé par Douglas Hickox : Cetshwayo
- 1979 : Le Putsch des mercenaires (Game for vultures) dirigé par James Fargo : Nyemba au Zimbabwe Office
- 1985 : The Lion's Share dirigé par Norman Cohen : Le capitaine Saba
- 1986 : Strike Force dirigé par Rod Hay : Jackson Celle
- 1988 : The Shadowed Mind dirigé par Cedric Sundstrom : le général
- 1988 : Mapantsula dirigé par Oliver Schmitz : Monsieur M.
- 1988 : Skeleton Coast dirigé par John Cardos : Sekassi
- 1988 : Scavengers dirigé par Dee McLachlan : un chef terroriste
- 1989 : Les dieux sont tombés sur la tête 2 (The Gods Must Be Crazy) dirigé par Jamie Uys : un général
- 1990 : Return to Justice dirigé par Vincent George Cox : Jinks
- 1990 : The Last Samurai dirigé par Paul Mayersberg : commandant
- 1991 : Cote d'alerte dirigé par David Lister : le général Qwabe
- 1992 : The Gift dirigé par John Rogers : Nduku

### Acteur pour la télévision
- 1965 : Diamanten sind gefährlich Ier épisode, Erster Teil, d'une minisérie en trois épisodes dirigée par Hermann Kugelstadt : Scarface
- 1966 : Finden Sie Livingstone - Die Suche nach dem verschollenen Forscher und Missionar téléfilm de Theodor Grädler : Bombay[6]
- 1972 : Die reiẞenden Wasser von Velaba série en treize épisodes dirigée par Gerd Oelschlegel
- 1974 : Härte 10 2e épisode intitulé Sir Harold d'une minisérie en 5 épisodes dirigée par Gordon Flemyng : Monsieur Mogpu
- 1982 : Westgate II série dirigée par Edgar Bold : Nelson Chingwe
- 1983 : Les Routiers (Auf Achse) Ier épisode de la seconde saison de la série dirigée par Hartmut Griesmayr intitulé Die Schlangengrube : le lieutenant
- 1986 : Shaka Zulu minisérie de dix épisodes dirigée par William Caldwell Faure ou Bill Faure : exilé
- 1992 : Negerküsse téléfilm dirigé par Maria Theresia Wagner : le président Osambo
- 1993 : African Skies 20e épisode intitulé Smoke de la 1re saison de la série dirigée par Jeff Woolnough : Juge

### Réalisateur
Une partie des renseignements a été prise dans le Dictionnaire des cinéastes africains de long métrage de Roy Armes, pages 142 à 144
- 1975 : Inkedama en xhosa
- 1975 : Ikati Elimnyama en zoulou, (The Black Cat)
- 1975 : U'Deliwe en zoulou
- 1976 : Ngwanaka en sotho
- 1976 : The Boxer en zoulou
- 1976 : The Eagle en zoulou
- 1977 : Inyakanyaka en zoulou
- 1977 : Ngaka en Tswana
- 1978 : Isivumelwano en zoulou
- 1978 : Setipana en sotho
- 1978 : The Advocate en zoulou
- 1979 : Umanti Akalahlwa en zoulou

### Cascadeur
- 1964 : Zoulou dirigé par Cy Endfield

### Conseiller linguistique
- 1986 : Strike Force dirigé par Rod Hay